# El espía que me enseñó
El espía que me enseñó, titulado originalmente The Spy Who Learned Me, es el vigésimo episodio de la vigesimotercera temporada de la serie de televisión animada Los Simpson, estrenado a través de la cadena Fox en los Estados Unidos el 6 de mayo de 2012. Marc Wilmore escribió el episodio, mientras que Bob Anderson se encargó de la dirección. En el episodio, Homer sufre una conmoción cerebral y el Sr. Burns le da ocho semanas libre con paga, sin decirle a Marge. Mientras tanto, Bart planea una venganza contra Nelson, haciéndolo más obeso con las hamburguesas de Krusty Burger.
Las estrellas invitadas en el episodio fueron Bryan Cranston interpretando a Stradivarius Cain y Eric Idle interpretando a Declan Desmond. Fue visto por aproximadamente cuatro millones de espectadores estadounidenses y recibió críticas positivas.

## Sinopsis
Durante una cita en la noche, Homer lleva a Marge a ver una película de acción con el personaje de espía ficticio y legendario Stradivarius Cain (con voz de Bryan Cranston), pero la serie interminable de Homer de humor durante la película, le gana el desprecio de Marge pero los elogios de Carl y Lenny. Marge deja claro a la mañana siguiente que ella está todavía enfadada con Homer, y él termina sintiéndose triste en el trabajo, aunque pronto se siente mucho peor después de que el Sr. Burns accidentalmente se dirige hacia la escalera de Homer en la cual estaba usando para corregir las luces y termina sufriendo una severa conmoción cerebral. El Sr. Burns accede a regañadientes junto con las preocupaciones de Smithers (moral) y su abogado (legal) y le da a Homer ocho semanas libre con paga. Cuando Homer vuelve a casa, el disgusto de Marge con él se ha visto acompañado por el descontento de Bart y Lisa y el abuelo sienten otras cosas, por lo que Homer decide mantener su paga en secreto. Él pretende ir a trabajar cada día y tiene inicialmente un montón de diversión, pero pronto vuelve a la melancolía por el mal estado de los asuntos con Marge. Entonces se sorprende al ver a Cain aparecerse como un amigo imaginario, quien será el tutor de Homer sobre cómo ser irresistible a Marge, comenzando con una lección de confianza en un restaurante local que termina con Homer ganando a la esposa de un narcotraficante enojado (Tony Montana) quien jura venganza. Marge se entera por Lenny que Homer estaba de licencia, y se enfurece con él, sólo para Homer calmar completamente su ira tomando consejos de Cain y diciendo la verdad a Marge (que él mintió acerca de ir a trabajar y utilizó el tiempo para aprender a ser un mejor esposo). Cuando se dirigen hacia una noche de baile, Tony Montana los descubre y planea matar a Homer, pero él utiliza una línea acerca de «hermosos ojos» que provoca su perdón. Marge le pregunta a Homer seductoramente cuánto tiempo más le queda, pero Homer hace una risita diciendo que sus vacaciones pagadas terminaron la semana pasada, y sólo tienen que esperar a la llamada de Recursos Humanos.
Mientras tanto, una nueva política de exploración de smarthphones en la Escuela Primaria de Springfield trae improvisado el dinero—almuerzo de Nelson a un nuevo nivel, y lleva a Bart a planear una venganza. Cuando mira un documental escandaloso de Declan Desmond acerca de los hechos sucios a Krusty Burger («Do You Want LIES With That?»), se da cuenta de comer nada más que la comida rápida de Krusty va a ser muy malo para Nelson, y le da al agresor un libro de cupones gratis que lleva a Nelson a convertirse en un obeso terrorífico y poco saludable. Lisa toma entonces a Nelson para mostrar su terrible destino a Krusty, así que Krusty ofrece a Nelson tiempo libre con su entrenador personal. Nelson termina en gran forma y comienza a golpear a los nerds, Bart le pregunta a Lisa que si «¿eso era lo que quería?» y Lisa le responde mostrando interés sexual en Nelson «no, pero verlo es un agasajo», luego Bart le pregunta «¿que?» y ella dice «no, nada, nada, nada».

## Lanzamiento
El episodio se transmitió a través de la cadena Fox en los Estados Unidos el 6 de mayo de 2012. Fue visto por 4 745 000 de personas durante esta emisión y obtuvo una cuota de pantalla de 2,1 dentro del grupo demográfico de 18 a 49 años, lo que significa que 2,1 por ciento de las personas de edades comprendidas entre 18 y 49 vieron el episodio. Fue el tercer programa más visto en el grupo de Fox Animation Domination, teniendo más espectadores que The Cleveland Show (3,12 millones) y Bob's Burgers (3,68 millones), pero detrás de Padre de familia y American Dad, que tuvieron un total de 5,54 y 4,75 millones de espectadores respectivamente.

## Recepción
El episodio obtuvo críticas positivas de los críticos. Rowan Kaiser de The A.V. Club dio al episodio una «B-» diciendo: «Cuando Los Simpson funcionan bien, todo parece tan simple. Hemos visto esto antes, más que cualquier otro tipo de sinopsis único de Los Simpson. 23 temporadas garantizan cierto nivel de repetición, así que ¿por qué no ir con lo que funciona?». Actualmente posee una calificación de 7.2/10 en Internet Movie Database. y una calificación de 8.5/10 en TV.com.